# Lawrence Lemieux
Lawrence Lemieux (Edmonton, 12 de novembro de 1955) é um iatista canadense competidor em duas Olimpíadas, que foi condecorado com a Medalha Pierre de Coubertin pelo Comitê Olímpico Internacional.

## Seul 1988
Em Jogos Olímpicos, competiu em Los Angeles 1984 na classe Star e em Seul 1988 na classe Finn. Nestes últimos, no dia 24 de setembro de 1988, Lemieux abandonou temporariamente a prova em que competia para socorrer dois companheiros de regata de outro barco em outra classe que haviam caído ao mar. Os ventos haviam aumentado na raia da prova para 35 nós e a dupla de Singapura na 470, Joseph Chan e Siew Shaw – que navegava na mesma raia dos competidores da Finn, classe individual de Lemieux – havia capotado no mar com o barco. Os dois velejadores foram jogados fora do barco quando ele tombou atingindo-os e estavam feridos, necessitando ajuda, um deles à deriva no mar encapelado. Neste momento acontecia a quinta das sete regatas programadas e Lemieux se encontrava no segundo lugar geral, com grandes possibilidades de uma medalha. Ele viu o acidente e desviou-se de sua rota para ajudar os náufragos, retirando-os da água a esperando a chegada do barco de auxílio à competição, para levar os feridos ao cais. Voltou então à prova mas chegou apenas em 22° lugar. Porém, por suas ações, a Federação Internacional de Vela resolveu devolver a Lemieux a colocação em que se ele se encontrava quando se desviou do caminho, reinstalando-o no segundo lugar naquela regata. Ao final de todas as regatas, Lemieux ficou apenas em 11º lugar no geral.
Recebeu por seu ato a Medalha Pierre de Coubertin das mãos do presidente do COI, Juan Antonio Samaranch, durante a premiação oficial da regata, com elogios por seu desportivismo e coragem, personificando o ideal olímpico. Até então, ele era apenas o quinto premiado com a medalha e o segundo a recebê-la como atleta durante os Jogos em que competia, Seul 1988, seguindo-se ao bobsledder italiano Eugenio Monti, vinte e quatro anos antes.

## Vida posterior
Desde então Lemieux retirou-se da Vela como atleta e tornou-se treinador de jovens velejadores, vivendo em Seba Beach, uma comunidade de veraneio perto da cidade de Edmonton, onde nasceu no Canadá.  Em 2012, entrevistado se preferia estar então falando sobre a medalha que poderia ter ganho em 1988 ao invés do resgate que o tornou famoso, ele se queixou da falta de um perfil elevado e apropriado da mídia com relação à Vela:"Você passa toda sua vida trabalhando duro internacionalmente e consegue muito poucos elogios; então, isto é irônico, quase 25 anos se passaram desde Seul e continuamos ainda a falar só sobre aquilo".

## Citação
"Por seu espírito esportivo, auto-sacrifício e coragem, você incorpora tudo o que é o certo no ideal olímpico."— Juan Antonio Samaranch, presidente do COI, ao entregar a Medalha Pierre de Coubertin a Lawrence Lemieux na cerimônia de premiação da classe Finn em Seul 1988.